# Italikere
De italiske folk var en etnolingvistisk gruppe identificeret ved deres brug af italiske sprog – en gren af den indoeuropæiske sprogfamilie.
De italiske folk nedstammer fra urnemarks- og højgravskulturen, som var indoeuropæisktalende folk, der beboede Italien fra mindst det andet årtusinde f.Kr. og fremefter. Latinerne opnåede en dominerende stilling blandt disse stammer og etablerede den antikke romerske civilisation. Under denne udvikling, adopterede andre italiske stammer latinsk sprog og kultur i en proces kendt som romanisering. Denne proces blev til sidst udvidet til visse dele af Europa. De etniske grupper, der opstod som et resultat, er kendt som romanske folk.

## Klassifikation
Italerne var en etnolingvistisk gruppe, der identificeres ved deres brug af de italiske sprog, som udgør en af grenene inden for de indoeuropæiske sprog.
Uden for den specialiserede sproglige litteratur bruges udtrykket også til at beskrive de antikke folk i Italien som defineret i romertiden – herunder førromerske folk, såsom etruskerne og raetianerne, der ikke talte indoeuropæiske sprog. En sådan brug er ikke korrekt inden for lingvistik, men anvendes af kilder som Encyclopædia Britannica, der hævder, at "Italien opnåede en forenet etnolingvistisk, politisk og kulturel fysiognomi først efter den romerske erobring, men dets ældste folk forblev forankret i navnene på regioner i det romerske Italien – Latium, Campania, Apulien, Bruttium, Lucania, Emilia Romagna, Samnium, Picenum, Umbrien, Etrurien, Venetien og Ligurien".